# Damian McDonald
Damian John McDonald (Wangaratta, 12 mei 1972 – Melbourne, 23 maart 2007) was een Australisch wielrenner.
Op de Olympische Zomerspelen van 1992 won hij in teamverband de zilveren medaille op het onderdeel ploegenachtervolging. Hij werd hierbij als reserve opgesteld, en kwam als vijfde over de streep. Op de Gemenebestspelen van 1994 won hij tezamen met Henk Vogels jr., Phil Anderson en Brett Dennis een gouden medaille op het onderdeel team-tijdrit. In 1996 won hij de Ronde van Langkawi en vertegenwoordigde Australië op de Olympische Zomerspelen in Atlanta.
McDonald was getrouwd met Bree McDonald, de manager van de Melbourne Phoenix. Hun zoon Lachlan werd in november 2005 geboren.
Op 23 maart 2007 kwam hij tezamen met twee anderen om het leven door een botsing en explosie in de Burnley Tunnel in Melbourne, Victoria.

## Erelijst
1990
- 1e in Australische kampioenschappen, wegwedstrijd
- 3e in Wereldkampioenschappen (baan), ploegenachtervolging (junioren)
- 2e in 5e etappe deel a Herald Sun Tour

1992
- 2e bij Olympische Spelen (baan), ploegenachtervolging (reserve)

1993
- 3e in 12e etappe Milk Race
- 3e in Eindklassement Rapport Toer

1995
- 2e in 3e etappe deel b Regio Tour International

1996
- 2e in Australische kampioenschappen, wegwedstrijd, Elite
- 1e in 6e etappe Rheinland-Pfalz Rundfahrt
- 1e in 5e etappe Ronde van Langkawi
- Eindklassement Ronde van Langkawi
- 65e bij Olympische Spelen, wegwedstrijd

## Ploegen
- 1996-Giant-Australian Institude of Sports
- 1997-ZVVZ-Giant-AIS